# رستم أباد (كوه بنج)
رستم أباد (بالفارسية: رستم‌آباد) هي قرية تقع في إيران في البلدة المركزية.